# Saint-Saturnin (Lozère)
Saint-Saturnin (okcitán nyelven Sant Saturnin) község Franciaország déli részén, Lozère megyében. 2010-ben 63 lakosa volt.

## Fekvése
Saint-Saturnin a Causse de Sauveterre karsztfennsík északi peremén, a Saint-Saturnin-patak széles völgyében, 650 méteres (a községterület 449-1021 méteres) tengerszint feletti magasságban, La Canourgue-tól 5 km-re délnyugatra fekszik.
Nyugatról és északról Banassac, keletről La Canourgue, délről pedig La Tieule községekkel határos.
Saint-Saturnint mellékút köti össze Banassac-kal (3 km), valamint a La Canourgue-ot Le Massegros-val összekötő D46-os megyei úttal (7 km).
A községhez tartozik Mas de Donat település.

## Története
Saint-Saturnin a történelmi Gévaudan tartomány Cénareti báróságához tartozott. Egyházközségét 1155-ben említik először, amikor a mende-i püspök itteni birtokait a Saint-Victor-de-Marseille apátságnak engedte át. Várát 1307-ben említi először írásos forrás.
A községnek 1806-ban volt a legtöbb lakosa (311 fő).

### Demográfia
| Év   | Lakosság |
| ---- | -------- |
| 1793 | 257      |
| 1851 | 270      |
| 1876 | 231      |
| 1901 | 205      |
| 1936 | 110      |

| Év   | Lakosság |
| ---- | -------- |
| 1946 | 104      |
| 1954 | 100      |
| 1962 | 108      |
| 1968 | 79       |

| Év   | Lakosság |
| ---- | -------- |
| 1975 | 79       |
| 1982 | 65       |
| 1990 | 63       |
| 1999 | 73       |
| 2010 | 63       |

## Nevezetességei
- Saint-Saturnin vára a 13. században épült, előbb a Montferrand-család, majd Cénaret báróinak birtoka volt. Az 1649-ben kibővített várat a forradalom után hagyták sorsára. A romokban álló várat a 20. század folyamán állították helyre, 1968 óta műemlék. A környéken egyedülálló őrtornya (donjon) a 14. században épült.[2]
- Temploma (Kép) román stílusban épült a 12-13. században. A templomban található Jean de Cenaret 1564-ből származó síremléke.[3]
- A karsztfennsíkon található Mas de Donat település három épülete (Kép) a 17-18. századból származik (az épületek az 1757-es és 1687-es évszámokat viselik).
- Saint-Saturninben fennmaradt egy régi malomépület (17-18. század).
- Két mészkőből készült útmenti feszület található a községben (1735,1812).

## Képtár

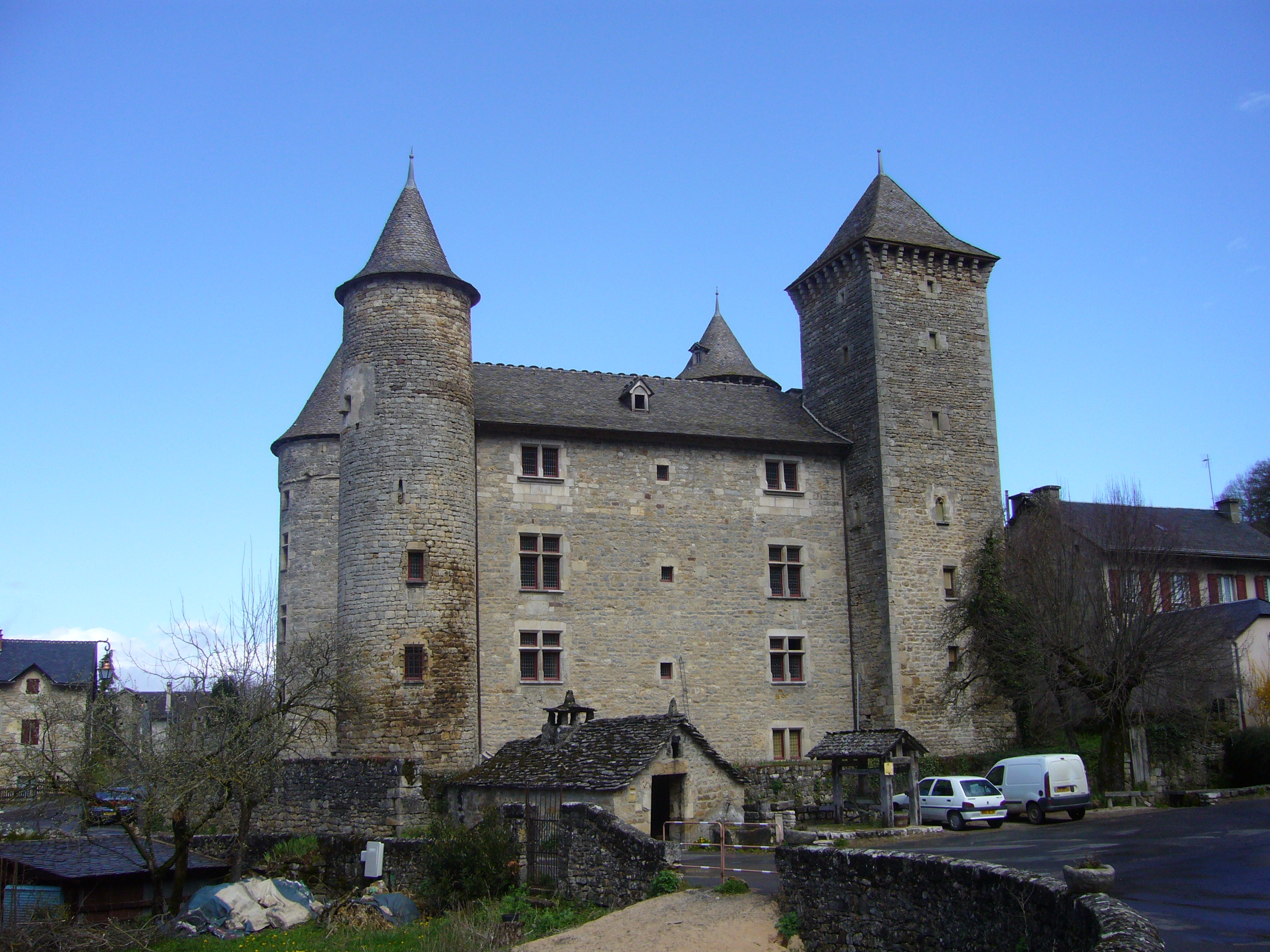
Saint-Saturnin vára
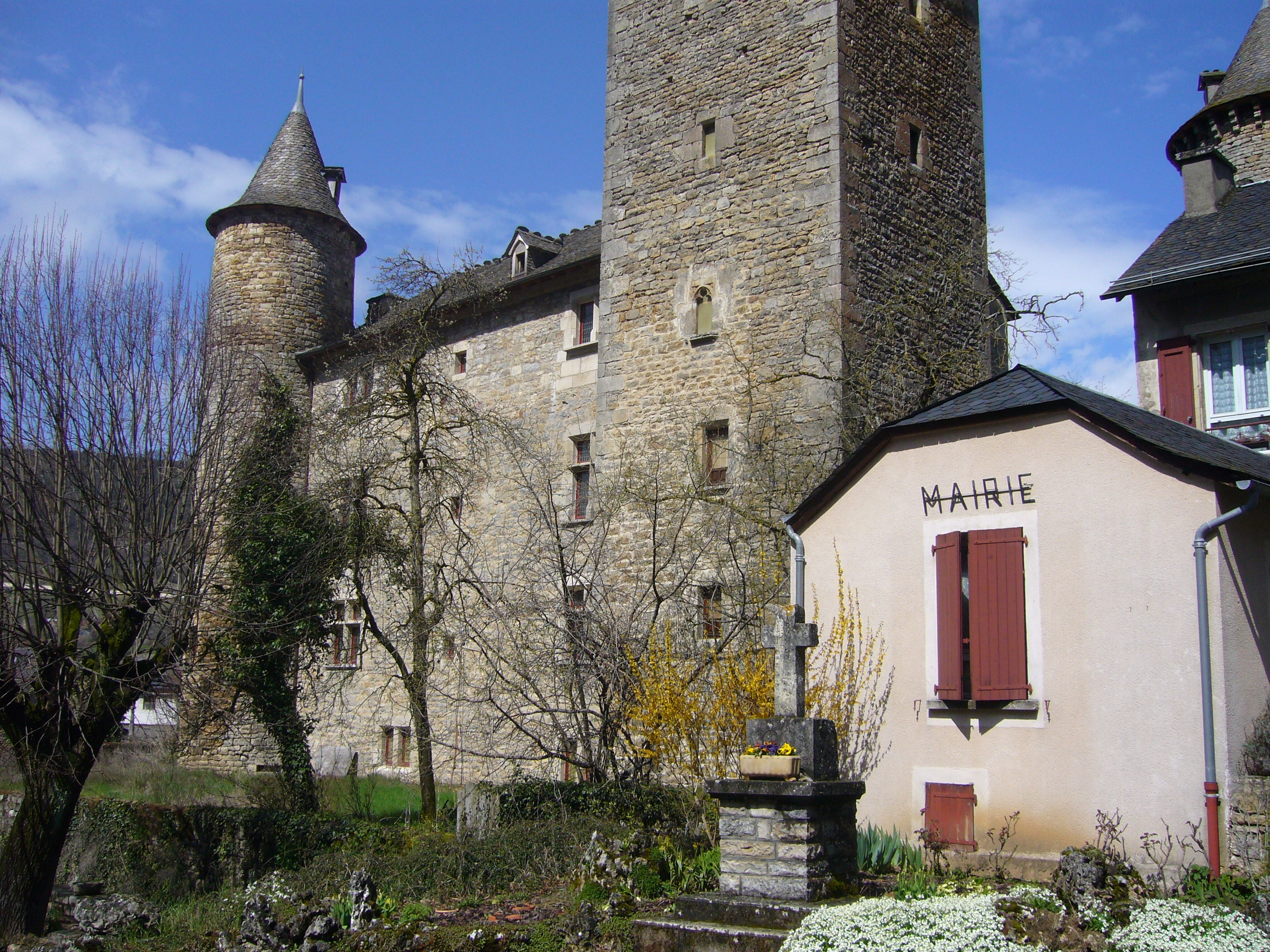
A községháza
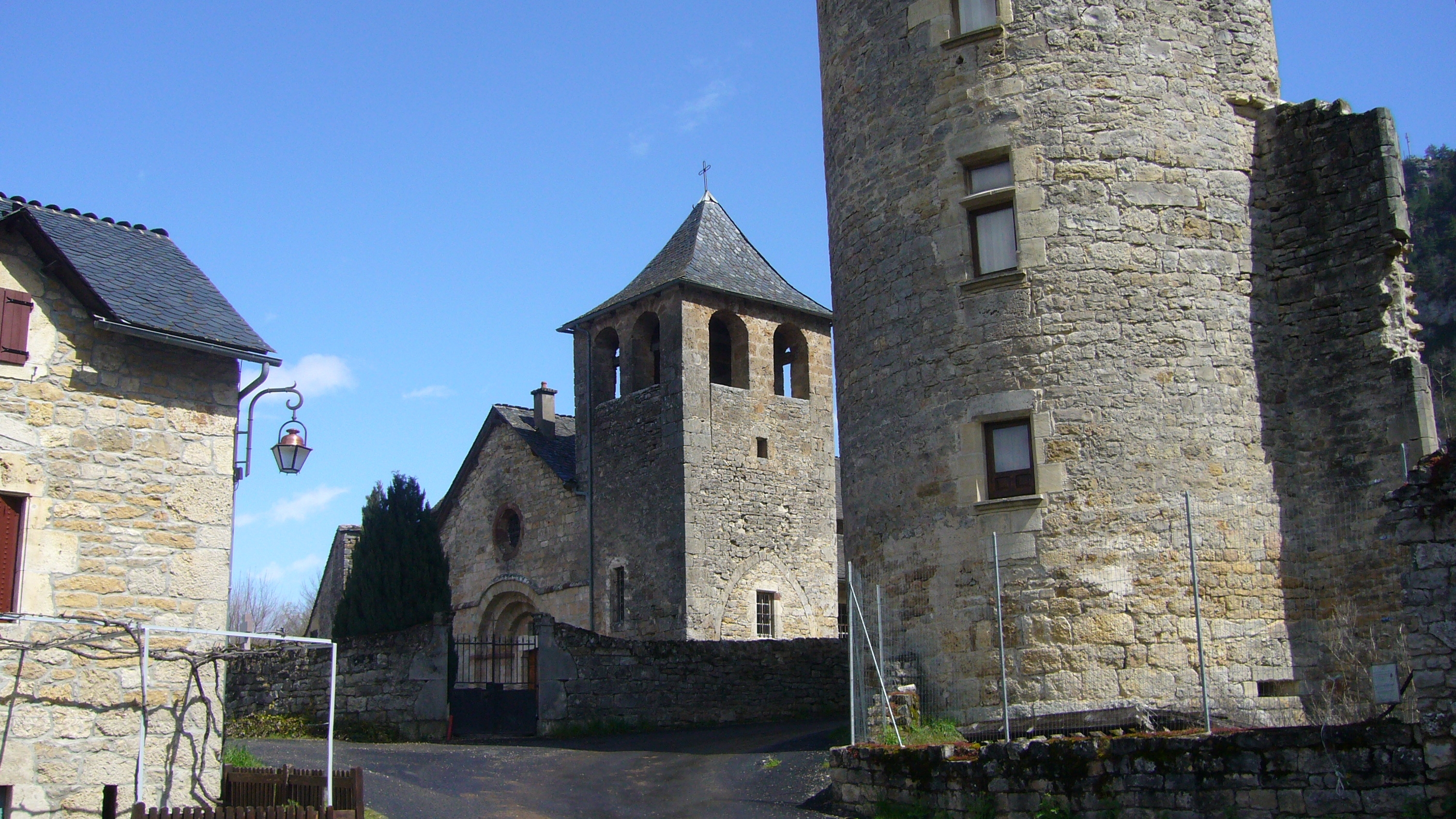
A templom
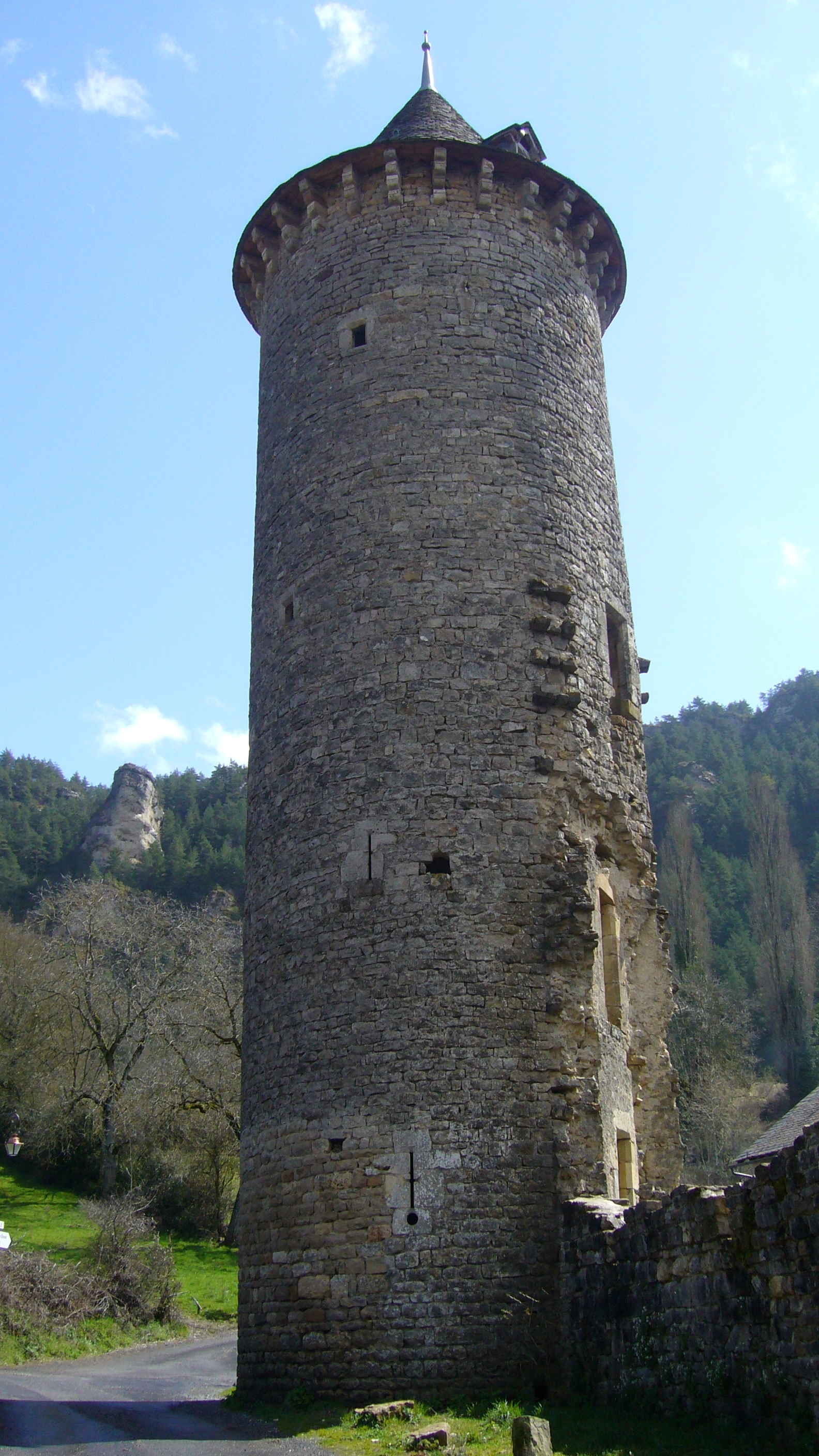
A vár őrtornya

## Külső hivatkozások
- Nevezetességek (franciául)